# Уэрта, Вальбер
Ва́льбер Робе́рто Уэ́рта Хе́рес (исп. Valber Roberto Huerta Jerez; родился 26 августа 1993 в Мелипилье, Чили) — чилийский футболист, защитник клуба «Толука» и сборной Чили.

## Клубная карьера
Уэрта — воспитанник клуба «Универсидад де Чили». Он был переведён в основной состав в 2012 году тренером Хорхе Сампаоли. Его дебют в чемпионате Чили состоялся 6 мая 2012 года в важном матче Апертуры против «Универсидад де Консепсьон».

## Международная карьера
В начале 2013 года Мора в составе молодёжной сборной Чили принял участие в молодёжном чемпионате Южной Америки в Аргентине. На турнире он сыграл в матчах против команд Аргентины, Боливии, Эквадора, Уругвая, Перу, а также дважды Колумбии и Парагвая.
Летом того же года Мора принял участие в молодёжном чемпионате мира в Турции. На турнире он сыграл в матчах против сборных Египта, Ирака и Ганы.

## Титулы
- Чемпион Чили (1): Ап. 2012
- Обладатель Кубка Чили (2): 2012/13, 2016